# Chonocephalus cummingae
Chonocephalus cummingae är en tvåvingeart som beskrevs av Ronald Henry Lambert Disney 2005. Chonocephalus cummingae ingår i släktet Chonocephalus och familjen puckelflugor. Inga underarter finns listade i Catalogue of Life.